# 广西觿茅
广西觿茅（学名：Dimeria guangxiensis）为禾本科觿茅属下的一个种。其种加词“guangxiensis”意为“广西的”。